# Bronisław Geremek
Bronisław Geremek (originalmente Benjamin Lewertow) GOL (Varsóvia, 6 de março de 1932 — Lubień, perto de Nowy Tomyśl, 13 de julho de 2008) foi um historiador e político liberal da Polônia.

## Biografia
Foi um opositor ao comunismo e o principal "arquitecto" da transição democrática na Polónia, e membro do Solidarność, o movimento sindical que liderou, na década de 1980, a oposição ao regime comunista pela via pacífica.
Foi conselheiro de Lech Wałęsa. Geremek foi detido durante uma vaga de repressão que conduziu à cadeia os principais dirigentes da dissidência, aí permanecendo durante dois anos e meio.
Era historiador especializado na época medieval, e foi chefe da diplomacia do seu país entre 1997 e 2000, tendo acompanhado o processo de adesão à NATO. Depois da entrada da Polónia na União Europeia, em 2004, foi eleito para o Parlamento Europeu nas listas de um partido reformador surgido a partir do Solidarność.
A 6 de Dezembro de 1994 foi feito Grande-Oficial da Ordem da Liberdade de Portugal.
Faleceu vítima de um acidente de automóvel, ao se dirigir da Polônia para Bruxelas, quando o veículo que conduzia desviou-se para a pista oposta por uma razão ainda não explicada e entrou em colisão com um veículo que vinha da direção oposta.
Está sepultado no Cemitério de Powązki em Varsóvia.